# اچ‌ام‌اس برویک (۱۹۰۲)
اچ‌ام‌اس برویک (۱۹۰۲) (به انگلیسی: HMS Berwick (1902)) یک کشتی بود که طول آن ۴۶۳ فوت ۶ اینچ (۱۴۱٫۳ متر) بود. این کشتی در سال ۱۹۰۲ ساخته شد.